# Lampetis aspasia
Lampetis aspasia es una especie de escarabajo del género Lampetis, familia Buprestidae. Fue descrita científicamente por Gerstäckeren  1884.